# Бромид индия(II)
Бромид индия(II) — неорганическое соединение, соль металла индия и бромистоводородной кислоты с формулой InBr2, светло-желтые кристаллы, реагирует с водой.

## Получение
- Действие брома на металлический индий:

{\displaystyle {\mathsf {In+Br_{2}\ {\xrightarrow {T}}\ InBr_{2}}}}

## Физические свойства
Бромид индия(II) образует светло-желтые кристаллы.
Молекулы димерны и имеют строение In[InBr4].

## Химические свойства
- Вода катализирует реакции диспропорционирования:

{\displaystyle {\mathsf {3InBr_{2}\ {\xrightarrow {H_{2}O}}\ 2InBr_{3}+In}}}